# Перри Мейсон
Перри Мейсон (англ. Perry Mason) — литературный персонаж серии романов классика американского детектива Эрла Стенли Гарднера, практикующий лос-анджелесский адвокат. Первый роман о приключениях Мейсона вышел в 1933 году. Главным отличием Мейсона от других литературных адвокатов является то, что помимо представительства клиентов в суде Мейсон проводит своё частное расследование, параллельно с полицией осуществляет собственные следственные мероприятия, самолично исследует места преступлений, обстоятельства их совершения, вещественные доказательства и добывает другие сведения, которые могут помочь оправдать его клиентов и изобличить истинных преступников.
Романы серии отличаются исключительным динамизмом, реалистической продуманностью деталей сюжета и непременным торжеством справедливости в конце. Всё это обеспечило серии широкую популярность, особенно в годы Великой депрессии; благодаря романам о приключениях Мейсона Эрл Стенли Гарднер стал одним из самых издаваемых писателей США. Литературная серия из 82 романов и нескольких коротких рассказов продолжалась почти сорок лет (1933—1973), последний роман был опубликован уже после смерти автора (1970). Многие романы были неоднократно экранизированы. Общий тираж серии только в США превысил 300 миллионов. Цикл романов о Перри Мейсоне занимает третье место в десятке самых продаваемых книжных серий.

### История

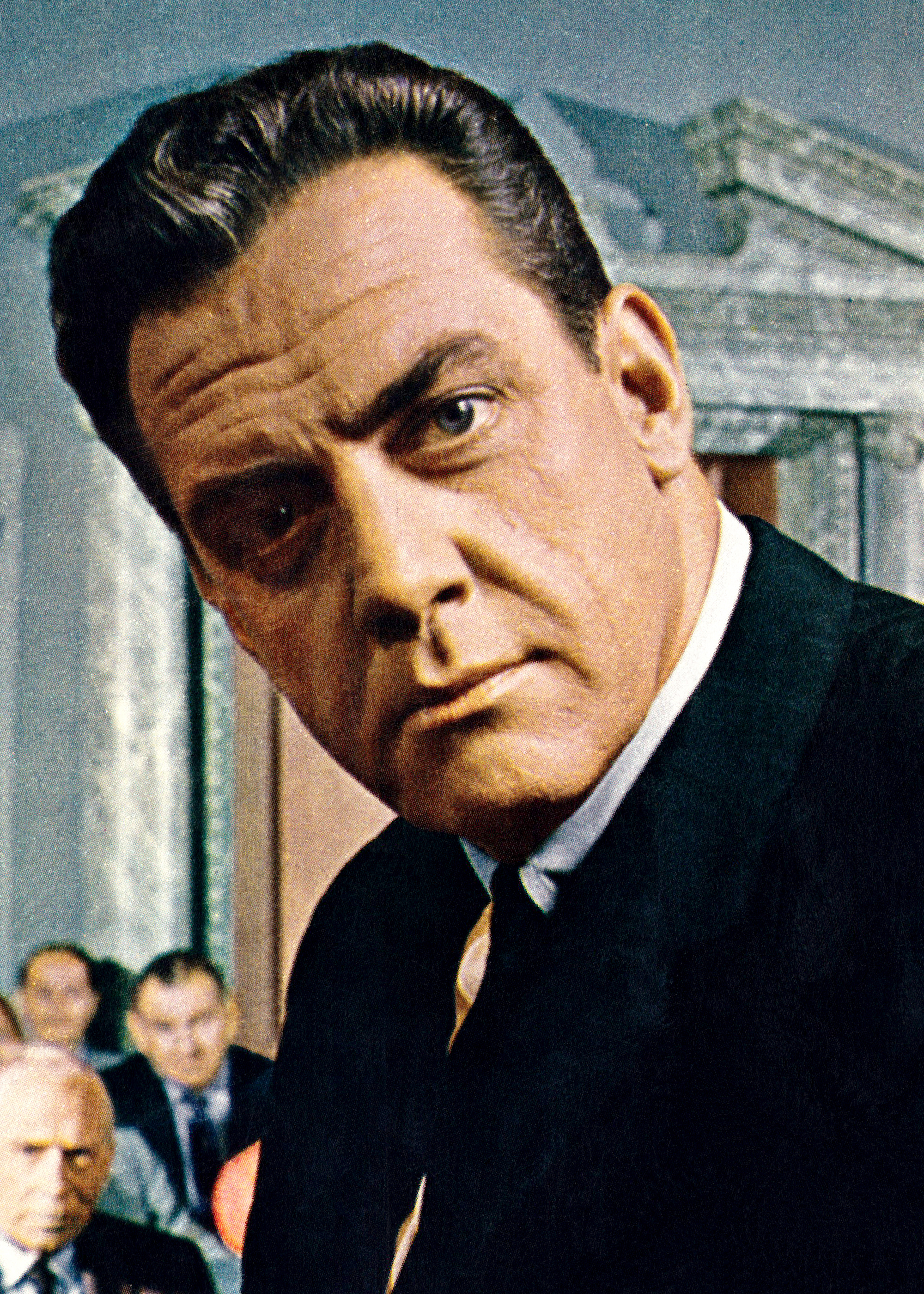
Рэймонд Бёрр в роли Перри Мейсона в телесериале 1957—1966 гг.

Перед тем, как начать романы об адвокатской деятельности, Гарднер сам около двадцати лет проработал адвокатом, потому в его романах присутствует образцовое знание полицейской и судебной процедуры, аспектов проведения судебной экспертизы и многих других тонкостей адвокатской деятельности. Что касается имени главного персонажа, то, будучи ещё ребёнком, Гарднер был постоянным читателем бостонского журнала «Спутник молодёжи» (The Youth’s Companion). Журнал выходил в издательстве «Перри Мейсон & компания». Позже, создавая литературного героя, Гарднер выбрал имя издателя своего любимого детского журнала.
Многие критики полагают, что в образе Перри Мейсона автор изобразил самого себя. Согласно другой версии, прототипом послужил известный лос-анджелесский адвокат Эрл Роджерс.
Первые 9 романов Гарднера впервые были опубликованы в журнале «Black Mask» (Чёрная маска), последующие — преимущественно в «The Saturday Evening Post». С 1957 по 1966 годы Гарднер активно участвовал в экранизации своих романов.

## Персонажи

### Перри Мейсон, Делла Стрит, Пол Дрейк

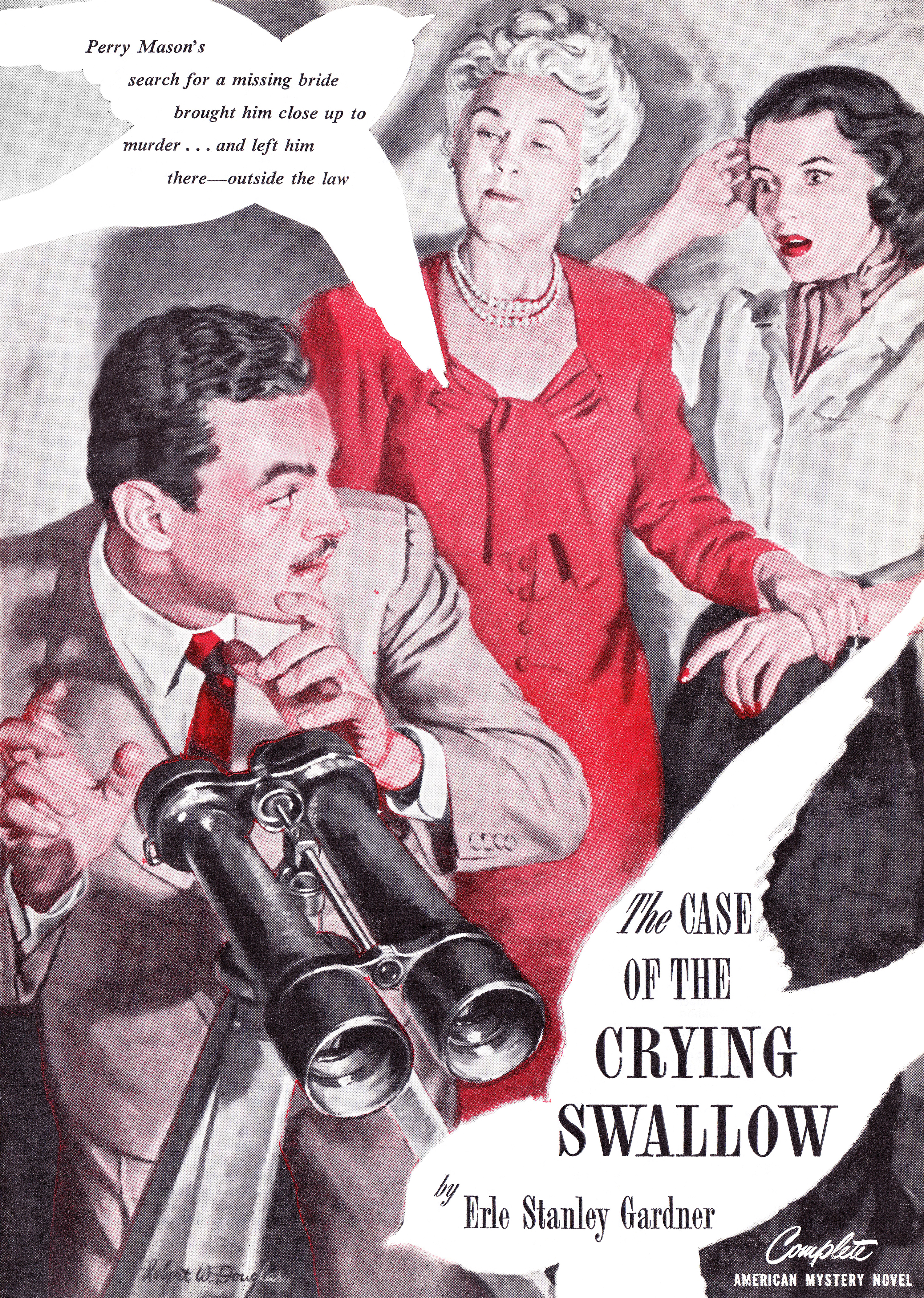
Иллюстрация к рассказу «Дело кричавшей ласточки» из газеты «The American Magazine» (1947 год)

Три персонажа — адвокат Перри Мейсон (Perry Mason), его преданная секретарша Делла Стрит (Della Street) и частный детектив Пол Дрейк (Paul Drake) — действуют во всех романах цикла.
Внешность Перри Мейсона кратко описана в нескольких ранних романах цикла. Например, в «Деле о мрачной девушке» («The Case of the Sulky Girl», 1933) говорится:

Перри Мейсон производил впечатление большого, сильного человека. Он не был полным, но от него исходила внутренняя энергия. Посетительница увидела широкоплечего мужчину с грубыми чертами лица и с прямым взглядом серых глаз. Эти глаза часто меняли выражение, однако лицо всегда оставалось спокойным. В этом человеке не было ничего кроткого и смиренного, сразу же становилось ясно, что это борец, причём борец, который может сколь угодно долго выжидать удобный момент для нанесения сокрушительного удара и нанесет его именно тогда, когда получит наилучший эффект, а сам при этом не будет испытывать ни малейших угрызений совести от содеянного силой своего ума.

В начале 1930-х Мейсон получил в штате Калифорния лицензию на право осуществления адвокатской деятельности, нанял секретаршу Деллу Стрит и приступил к работе. Мейсон кратко характеризует себя как «специалиста по избавлению людей от неприятностей». Он практически не занимается вопросами гражданского права, имущественными или наследственными спорами, сосредоточившись на защите обвиняемых в уголовном преступлении, чаще всего — в предумышленном убийстве:

— Мне нравится острая борьба, …и потом, я берусь только за те дела, где приходится разрешать какую-то загадку. Я начинаю углубляться в подробности, что-то выясняется, отсюда и интерес, и возбуждение. Как правило, я не хожу проторенными тропами и не боюсь рисковать. Уж так я создан. Обычная кабинетная практика меня ни капельки не привлекает. Я не чураюсь никакой работы, которая требуется в интересах дела. Что же касается стандартных тяжб и споров, то пусть ими занимаются другие.

Огромный жизненный опыт, профессионализм и понимание человеческой психологии позволяют Перри Мейсону рисковать и браться за дела, которые со стороны представляются совершенно безнадёжными. И если он верит обвиняемому и соглашается защищать его, в конце концов тот практически всегда действительно оказывается невиновным. Однако Мейсон всегда принципиально исходит из убеждённости в том, что обвиняемый невиновен, с самого начала:

— Адвокат обязан верить своему клиенту… Дело тут вовсе не в человеческих достоинствах защитника. Во время процесса ты как бы являешься совестью твоего подзащитного, а ведь он доверяет тебе свою жизнь. Стоит тебе усомниться в его невиновности, как ты уже начинаешь совершенно иначе, не в его пользу, интерпретировать улики, применяя к ним ошибочные мерки….

Иногда во имя торжества справедливости Мейсон не останавливается перед мелкими нарушениями формальностей закона (например, фабрикацией или сокрытием улик), если полагает, что это подтолкнёт суд к правильному решению. И снова оказывается прав. При этом «сфабрикованные» Мейсоном псевдо-улики позволяют задать правильное направление мыслям прокуратуры и полиции, но затем всегда разъясняются и отбрасываются — Мейсон ни разу не допустил, чтобы они были положены в основу обвинения и использовались в судебном процессе.
Свои принципы Мейсон пояснил в беседе с прокурором Гамильтоном Бёргером в романе «Дело о фальшивом глазе»:

Я ещё никогда не оставлял клиента на произвол судьбы, даже если он был виновен… Я не спрашиваю клиента, виновен он или нет. Когда я даю согласие клиенту заняться его делом, то получаю с него деньги. Виновный или нет, он в итоге предстанет перед судом. Но если я узнаю, что мой клиент виновен, особенно в убийстве, и что его нельзя оправдать ни морально, ни по закону, я заставляю его признать вину и отдаю на милость суда… В случае морально оправданного убийства я спасаю человека, конечно, если это возможно.

Более того, в нескольких романах цикла (например, «Дело о воющей собаке»; «The Case of the Howling Dog», 1934) Мейсон добивается оправдания своего подзащитного, когда точно знает, что тот виновен — однако считает действия обвиняемого морально оправданными.
Основной рабочий инструмент Перри Мейсона — виртуозно развитая, железная, мастерски применяемая логика. Как правило, ему удаётся мысленно реконструировать картину преступления — очень часто на первый взгляд совершенно невероятную, однако учитывающую абсолютно все известные следствию факты и выстраивающую их в последовательную и безупречно логичную конструкцию.

— Послушайте, Мейсон, но нельзя же так! Я уверен, что вы знаете об этом деле гораздо больше, чем мы, — взмолился прокурор.
— Нет, не знаю, — сказал Мейсон. — Вы располагаете всеми теми же фактами, что и я.
— Ну, возможно, вы лучше умеете делать выводы из тех фактов, которые всем нам известны.
— Благодарю вас, — поклонился Мейсон.

Порой, если какие-то из представленных суду фактов не вписываются в выстроенную схему — как уже упоминалось, принципиально исходящую из убеждения в невиновности клиента, Мейсону удаётся обнаружить и доказать их неправильную трактовку следствием или прямую фальсификацию преступником.

— Дело об убийстве напоминает детскую игру, в которой, чтобы увидеть картинку, нужно сложить вместе маленькие кусочки. Если ты нашёл правильное решение — все части подходят, а если какие-то из них не укладываются — значит, найдено неправильное решение… Как только вы находите правильное решение, все доказательства встают на свои места. Или наоборот, как только все доказательства встают на свои места, вы находите правильное решение.

Перри Мейсон очень профессионален и обладает широчайшей эрудицией в самых разных областях, от астрономии до океанографии. Он превосходно знает действующее право штата Калифорния, внимательно следит за последними достижениями судебной медицины и криминалистики, новыми данными в области баллистической, токсикологической, дактилоскопической, трасологической экспертизы. В результате Мейсону часто удаётся успешно оспаривать неправильные, неточные или излишне категоричные утверждения экспертов, привлечённых обвинителем.
Но главное, никем не превзойдённое оружие Перри Мейсона — его блистательные выступления в судах. Конёк знаменитого адвоката — не только эффектное, но и чрезвычайно эффективное проведение перекрёстного допроса свидетелей, позволяющее выявить и убедительно продемонстрировать суду их заблуждение, предубеждение или лжесвидетельство. Иногда это блестящие и совершенно неожиданные тактические импровизации. Но куда чаще Мейсон, и вмешиваясь «по ходу дела» (в процессуальном праве США есть такая возможность) в прямой допрос, проводимый прокурором, и при перекрёстном допросе совершенно сознательно реализует определённую стратегию, некий выведенный им алгоритм, приводящий невнимательного, фантазирующего или недобросовестного свидетеля к фактическому саморазоблачению:

Не стоит протестовать против вопросов, которые могут дать возможность услышать новые факты. Заявляйте протест против формы вопросов — таким образом вы всегда будете держать прокурора в напряжении и докажете ему, что следите за каждым словом свидетеля. Но в целом давайте свидетелю возможность болтать всё, что ему вздумается. Любая случайно вырвавшаяся фраза может быть нам чрезвычайно полезной. Чем больше свидетель говорит, впервые стоя перед судом, тем больше вероятность, что к следующему разу он забудет все эти многословные выдумки и начнёт противоречить сам себе… Того и гляди, откуда ни возьмись появится какая-нибудь новая и совсем незначительная деталь, но она-то и решит всё дело.

Очень часто Мейсону удаётся «развалить» обвинение ещё на стадии предварительного слушания, без присяжных — как правило, указав председательствующему судье, окружной прокуратуре и полиции на истинного виновника, то есть фактически раскрыв преступление; лейтенант Трагг как-то в сердцах признал, что Перри Мейсон раскрыл больше убийств, чем вся полиция округа Лос-Анжелес. Если же дело доходит до рассмотрения по существу, адвокат добавляет к этому арсеналу великолепное понимание психологии присяжных заседателей, позволяющее предсказать их реакцию на ход судебного процесса и поведение его участников, как следствие — во многих случаях управлять этой реакцией. Cудебные заседания, если в них участвует Перри Мейсон, обычно превращаются в захватывающие драматические спектакли, привлекая огромное количество зрителей и журналистов. Мастерские описания словесных баталий в зале суда — это лучшие страницы произведений Эрла Стенли Гарднера.
Во всех романах цикла Перри Мейсону помогают его ближайшие друзья и сотрудники: Пол Дрейк и Делла Стрит.
Пол Дрейк — не только владелец и руководитель частного детективного агентства, но и сам по себе великолепный сыщик, смелый, опытный и настойчивый. Внешность Дрейка чуть-чуть комична — высокий, худощавый, лысоватый, несколько пучеглазый.

Вялая, медлительная, немного прихрамывающая походка, скучное, безразличное выражение лица могли обмануть кого угодно, только не Мейсона. Когда случалась настоящая работа, куда-то пропадали природная хромота, вялость и безразличие, движения приобретали особую кошачью гибкость, медлительность как рукой снимало, а голос приобретал командную властную жёсткость.

Профессионалы, работающие на Дрейка, оказывают Мейсону содействие почти во всех его расследованиях. Пол очень тщательно подходит к подбору сотрудников, его люди не только смелы, опытны, терпеливы и внимательны, но, главное, лояльны и неподкупны. Офис «Детективного агентства Дрейка» расположен на том же этаже, что и контора Мейсона; чтобы появиться в кабинете адвоката, детективу требуется не более минуты. Пол вечно жалуется на то, что Мейсон не даёт ему ни вовремя поесть, ни как следует выспаться и постоянно загоняет в ситуации, чреватые потерей лицензии, но его помощь часто бывает неоценима. Иногда Дрейк любит поддразнить Мейсона, принимаясь демонстративно ухаживать за Деллой Стрит. Прототипом сыщика Пола Дрейка стал близкий друг писателя, тоже сыщик, Сэм Хикс.
Делла Стрит — не только обворожительно красивая женщина, но и чрезвычайно профессиональная секретарша, машинистка и стенографистка, очень умная, сообразительная, артистичная и безоговорочно преданная своему шефу. Кроме того, она имеет право ведения нотариальной деятельности; в романах несколько раз упоминается заверение ею документов, в частности, показаний свидетелей, находящейся в её распоряжении «печатью нотариуса». Несколько раз на протяжении цикла романов Перри Мейсон подступает к разговору, который мог бы завершиться предложением руки и сердца, но Делла Стрит сразу же «гасит» подобные поползновения адвоката, поскольку, выйдя за него замуж, наверняка потеряет возможность работать на него и участвовать во всех его захватывающих расследованиях. Прототипом верной секретарши, по всей вероятности, стала секретарша самого Э. С. Гарднера Агнеса Бетель (1902—2002). В отличие от Мейсона, Гарднер в 1968 году, после смерти своей жены Натали (1885—1968) и за два года до собственной смерти, женился на своей секретарше.

### Другие персонажи
Также практически во всех романах цикла действуют или, по крайней мере, упоминаются следующие персонажи второго плана:
| Имя                               | Имя в оригинале        | Впервые появляется в романе                                            | Комментарии |
| --------------------------------- | ---------------------- | ---------------------------------------------------------------------- | --- |
| Гамильтон Бёргер (Бюргер, Бургер) | Hamilton Burger        | «Дело о фальшивом глазе» («Case of the Counterfeit Eye», 1935)         | Окружной прокурор, «огромный и нескладный, похожий на большого медведя». Главный недоброжелатель и судебный оппонент Мейсона, честный и достаточно профессиональный, но чрезвычайно упрямый, недалёкий и при этом самолюбивый чиновник. Любопытно, что Гамильтон Бёргер лично является в судебное заседание, как правило, только в тех случаях, когда твёрдо уверен в том, что одержит победу над Перри Мейсоном (правда, эти надежды никогда не оправдываются). В остальных же случаях обвинение поддерживают его подчинённые: некоторые названы заместителями окружного прокурора (Гарри Гулинг, Джон Лукас, Роберт Калверт Норрис), некоторые его помощниками или просто сотрудниками (Дик Траслов, Джордж Шумейкер, Ларри Сэмпсон, Дональдсон П. Скаддер, Гарольд Хэнли и др.). Но никто из них — за исключением Клода Драмма, представленного как первый заместитель Бёргера и участвовавшего в процессах, по крайней мере, трижды («Дело о мрачной девушке», «Дело о воющей собаке», «Дело о блондинке с подбитым глазом») — не рискует выступить против Перри Мейсона более одного раза. |
| Артур Трегг (Трэгг, Трагг)        | Arthur Tragg           | «Дело о молчаливом партнёре» («Case of the Silent Partner», 1940)      | Лейтенант полиции, опытный и добросовестный следователь, «мозг отдела убийств». У него есть воображение, он умён, рассудителен и современен. «Честный игрок», искренне уважает Мейсона и невольно симпатизирует адвокату, хотя и не пытается скрывать, что некоторые его методы считает неприемлемыми. |
| Сержант Голкомб (Холкомб)         | Sergeant Holcomb       | «Дело о воющей собаке» («Case of the Howling Dog», 1934)               | Сотрудник отдела убийств, грубый и ограниченный солдафон, упрямо цепляется за первую же версию преступления, которая покажется ему подходящей. «Все неясности с сержантом Голкомбом основаны на том, …что он подгоняет факты к своим домыслам. …Вначале изобретает ситуацию, а потом пробует подобрать к ней факты». |
| Гертруда (Герти, Джерти) Лэйд     | Gertrude «Gertie» Lade | «Дело об игральных костях» («Case of the Rolling Bones», 1939)         | Оператор коммутатора Мейсона, романтически настроенная высокая доброжелательная блондинка, «добрая и с развитым чувством юмора». «Ей всегда хотелось выяснить, откуда приходят клиенты Мейсона и что они собой представляют, поэтому она всегда сама придумывала их прошлое и объясняла причины обращения к адвокату, что на удивление часто совпадало с истиной. Вес Герти значительно превышал допустимые нормы, и она постоянно собиралась сесть на диету "на следующей неделе", "после праздников" или "как только вернусь из отпуска"» . |
| Александр Редфилд                 | Alexander Redfield     | «Дело рыжеволосой непоседы» («The Case of the Restless Redhead», 1954) | Специалист, привлекаемый окружной прокуратурой в качестве эксперта-баллистика практически во всех делах, в которых фигурирует огнестрельное оружие. Блестящий профессионал с безупречной репутацией; тем не менее неоднократно претерпевал не вполне приятные минуты, подвергаясь перекрёстному допросу Перри Мейсона, поэтому всегда очень тщательно готовится к выступлениям в суде, крайне осторожен в формулировках и в спорных случаях предпочитает воздерживаться от категорических суждений, как бы Гамильтон Бергер ни настаивал на обратном. |
| Карл Джексон                      | Carl Jackson           | «Дело о коте привратника» («Case of the Caretaker’s Cat», 1935)        | Начинающий адвокат, помощник Мейсона. Даже глядя на красивую женщину, Джексон видит только статьи законов, относящиеся к её делу. В своих толстенных очках похож на сову. Чрезвычайно знающий юрист, но совершенно несамостоятелен. «Большой любитель прецедентов… Если бы ему пришлось встретиться с каким-нибудь действительно новым положением вещей, он лишился бы чувств». Как однажды пошутил Мейсон, его помощник даже женился на вдове, «…потому что боялся оказаться в нестандартной ситуации, для которой не смог бы найти аналогии». |

## Экранизации
- Серия фильмов компании Warner Bros.:

1934: Дело о воющей собаке, Уоррен Уильям в роли Перри Мейсона, Helen Trenholme в роли Деллы Стрит.
1935: Дело о любопытной новобрачной, Уоррен Уильям и Клэр Додд в роли Деллы Стрит.
1935: Дело о счастливых ножках, Уоррен Уильям и Женевьева Тобин в роли Деллы Стрит.
1936: Дело о бархатных коготках, Уоррен Уильям и Клэр Додд в роли Деллы Стрит.
1936: Дело о чёрном коте (основан на Деле о коте привратника [1935]), Рикардо Кортес в роли Мейсона, Джун Трэвис в роли Деллы Стрит.
1937: Дело заикающегося епископа, Дональд Вудс в роли Мейсона, Энн Дворак в роли Деллы Стрит.
- Фильм Warner Bros. Бабуля, возьми своё ружьё (1940) был частично основан на романе о Мейсоне Дело рисковой вдовы (1937), но в фильме Перри Мейсон не упоминается[25][26].
- Наиболее популярной и продолжительной экранизацией является чёрно-белый сериал 1957-66 годов c Рэймондом Бёрром в главной роли. Вышло 9 сезонов, 271 серия.
- Продолжение этого сериала также под названием Перри Мейсон (30 телефильмов) было снято спустя 20 лет, в 1985—1993 годах, в главной роли с тем же Рэймондом Бёрром, только постаревшим.
- В 1973—1974 на телеэкраны вышел сериал «Новый Перри Мейсон» (снято 16 серий). Роль адвоката в нём сыграл Монте Маркхэм (Monte Markham).
- В 1986 году вышла советская экранизация «Все против одного» (Литовская киностудия), как указано в титрах — по мотивам романа «Адвокат Перри Мейсон», в роли адвоката Джексона — Юозас Будрайтис.
- В 1993 году киностудией Беларусьфильм выпущен кинофильм «Гладиатор по найму» на основе сюжета первого романа о Мейсоне, действие которого было перенесено в некую восточноевропейскую страну, а имя адвоката было заменено на «Илью Мирского» (исполнитель роли — Александр Песков).
- Успешный адвокат заинтересовал и турецких кинематографистов. В 1983 году был снят фильм «Перри Мейсон» с Керимом Афсаром (Kerim Afsar) в главной роли.
- В 2020 году на экраны вышел американский телесериал «Перри Мейсон», который посвящен периоду жизни будущего адвоката в 1930-е, когда он, по задумке сценаристов, ещё был частным сыщиком. Никакой связи с книжным каноном не имеет, кроме имен персонажей.

## Продолжения
После смерти Гарднера в 1970 году персонажа начал использовать автор Томас Частейн, продолживший, с одобрения наследников Гарднера, написание романов, которые, несмотря на популярность, не были приняты поклонниками аутентичного Перри Мейсона:
- 1989: Перри Мейсон в Деле о слишком многих убийствах / англ. Perry Mason in the Case of Too Many Murders (бизнесмена видели в двух местах одновременно: в одном как убийцу, в другом — как жертву)
- 1990: Перри Мейсон в Деле о сгоревшем наследстве / англ. Perry Mason in the Case of the Burning Bequest (клиент Мейсона предположительно убил будущую тёщу)

## В культуре
Оззи Осборн посвятил Мейсону собственную песню Perry Mason в составе альбома Ozzmosis.